# Patricia Ford
 (août 2025).
Pour les articles homonymes, voir Ford (homonymie).
Patricia Ford est une mannequin de charme américaine née le 17 mars 1969 à Honolulu.
Son charme est en partie dû à son métissage d'origines : allemande, chinoise, irlandaise, portugaise et hawaïenne. Elle est surtout connue pour ses apparitions dans Playboy et les photographies de Suze Randall.